# Bedretto
Bedretto est une commune suisse du canton du Tessin.

Photo aérienne par Walter Mittelholzer (1931).

## Fenêtre de Bedretto
La fenêtre de Bedretto est une galerie reliant le Val Bedretto au tunnel de base de la Furka, et débouchant à Bedretto, d'où son nom. Elle a été percée pour accélérer et faciliter le percement du tunnel de la Furka lors des années 1970, et une mise en service de la galerie pour le trafic ferroviaire était prévue, ce qui aurait permis de relier la Léventine et Airolo à Brigue et au Valais. Cependant, elle n'a jamais été ouverte au trafic ferroviaire. Elle est aujourd'hui désaffectée.

## Sports d'hiver
La commune de Bedretto dispose, dans le hameau de Cioss Prato, d'un petit domaine skiable composé d'un téléski et d'un baby-lift. Le téléski, d'une longueur de 250 m, est implanté entre 1 550 m et 1 610 m d'altitude.